# Buleutério

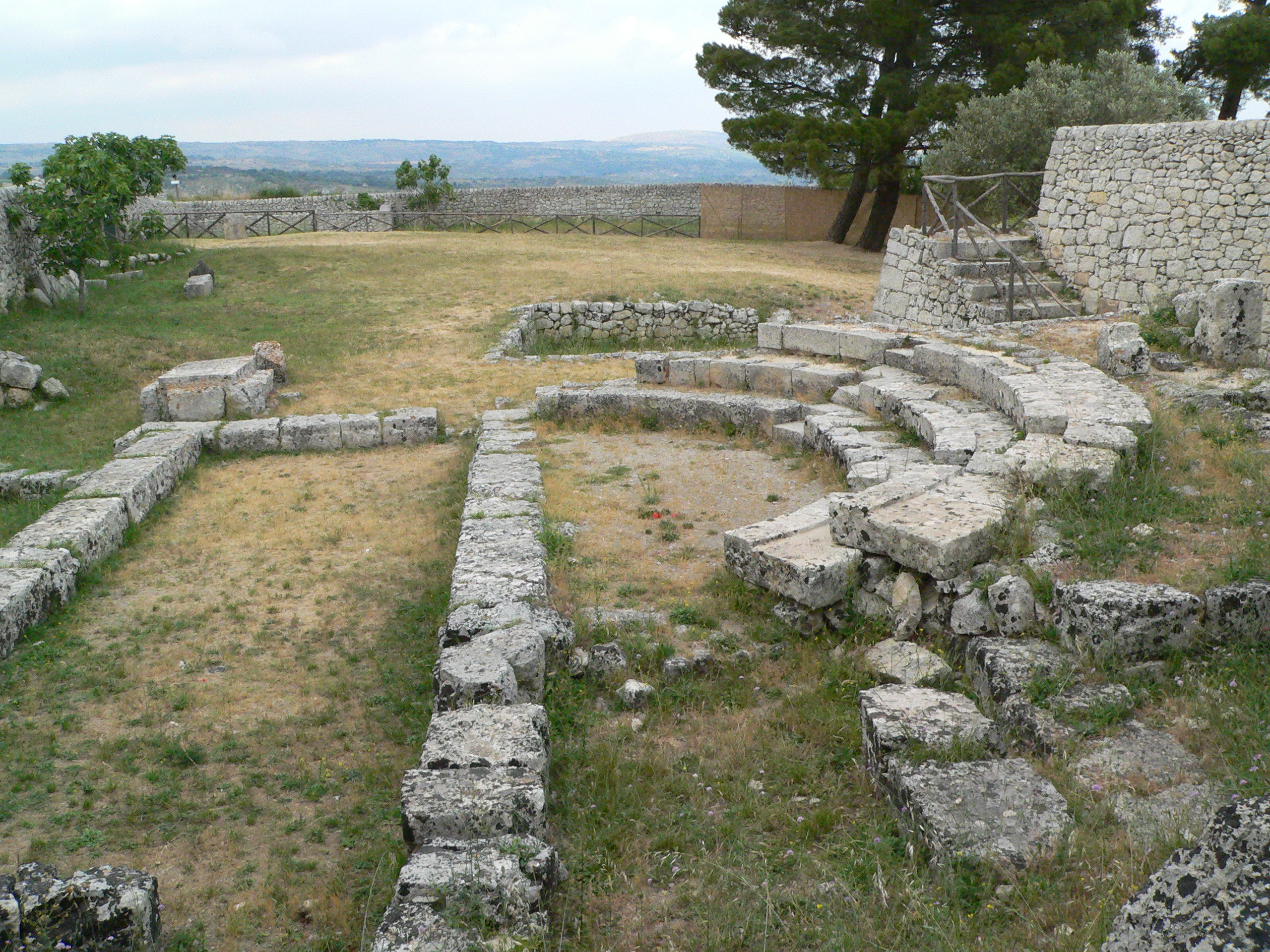
Restos do bouleuterión de Acras (Sicília).

O buleutério (do latim buleuterium, do grego βουλευτήριον) é o edifício onde se reunia a bulé («conselho», com frequência de 500 membros), nas cidades-estado democráticas da Grécia Antiga. Esta instituição podia receber outros nomes em função das diferentes cidades: por exemplo, sinédrio em Messene ou gerôntico em Nisa.
A bulé era uma instituição básica nas antigas pólis (cidades-estado democráticas) gregas. Estava composta por representantes dos cidadãos, que se reuniam para discutir e decidir sobre os assuntos públicos. A palavra grega bouleuterion compõe-se de boulé («conselho») e o sufixo térion («lugar»).

## Descrição

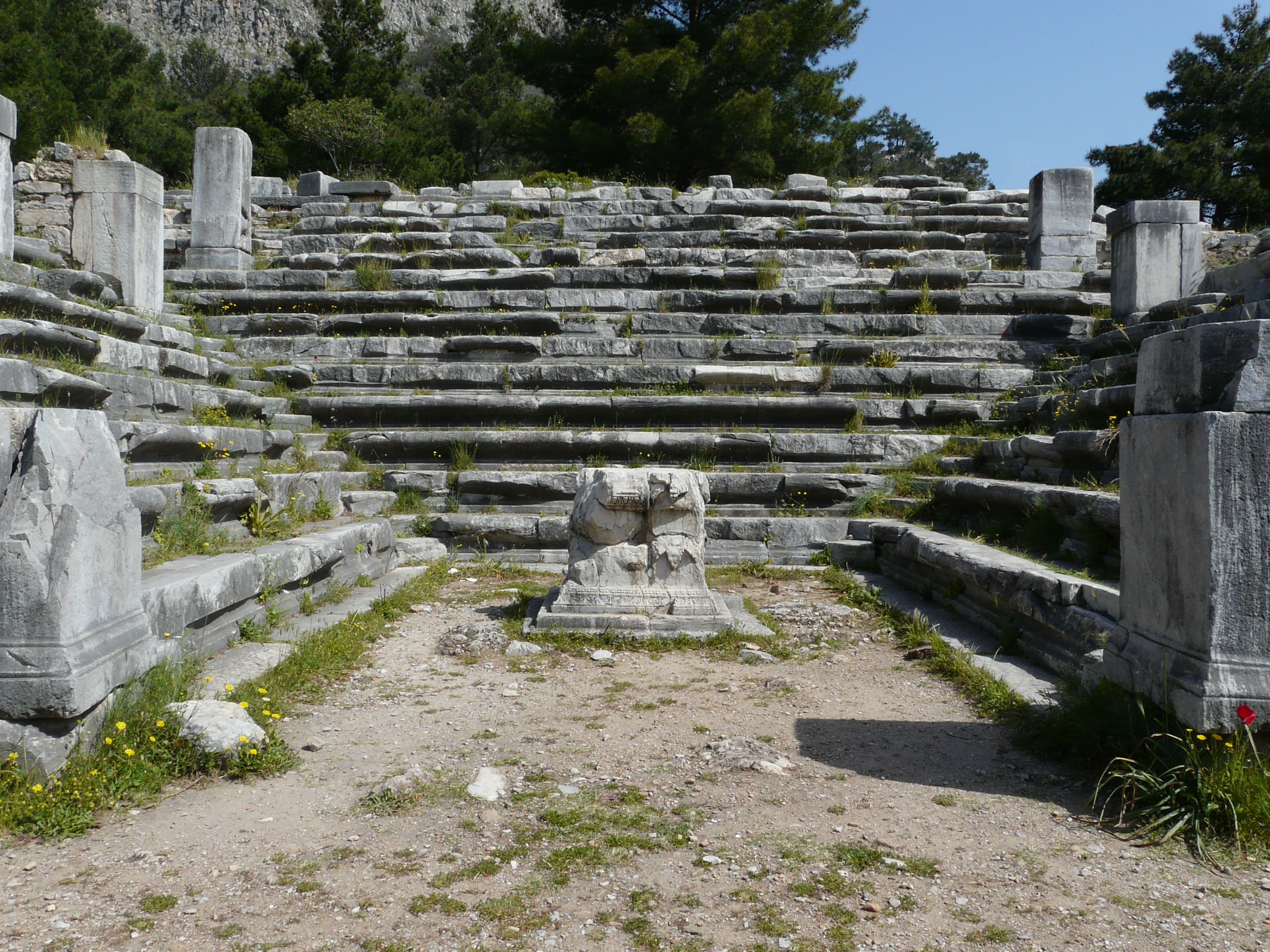
Buleuterio de Priene

Conservam-se ruínas do buleutério tanto em cidades da Antiga Grécia (Delfos, Delos e outras), como das suas colónias (Acras e Murgância (Sicília); Apolónia de Ilíria (Albânia); Glano (França); Alabanda, Egas, Éfeso, Nisa e Yaso (Turquia), entre outras.
Tal como noutros edifícios dedicados à política da cidade, geralmente encontram-se perto da ágora. Costumam ter planta quadrada, com várias fileiras de assentos no seu interior, interseptados pelas colunas de suporte do telhado.
As arquibancadas estavam alinhadas com as paredes ou dispostas em três lados, em forma de Π (o melhor exemplo é o de Priene (Turquia), de finais do século II a.C.). Como alternativa, o buleutério novo de Atenas (finais do século V a.C.) apresenta pela primeira vez forma de ferradura, parecido com um pequeno auditório de teatro, como o de Mileto (175–164 a.C.)

## Galeria

Galeria de buleutérios
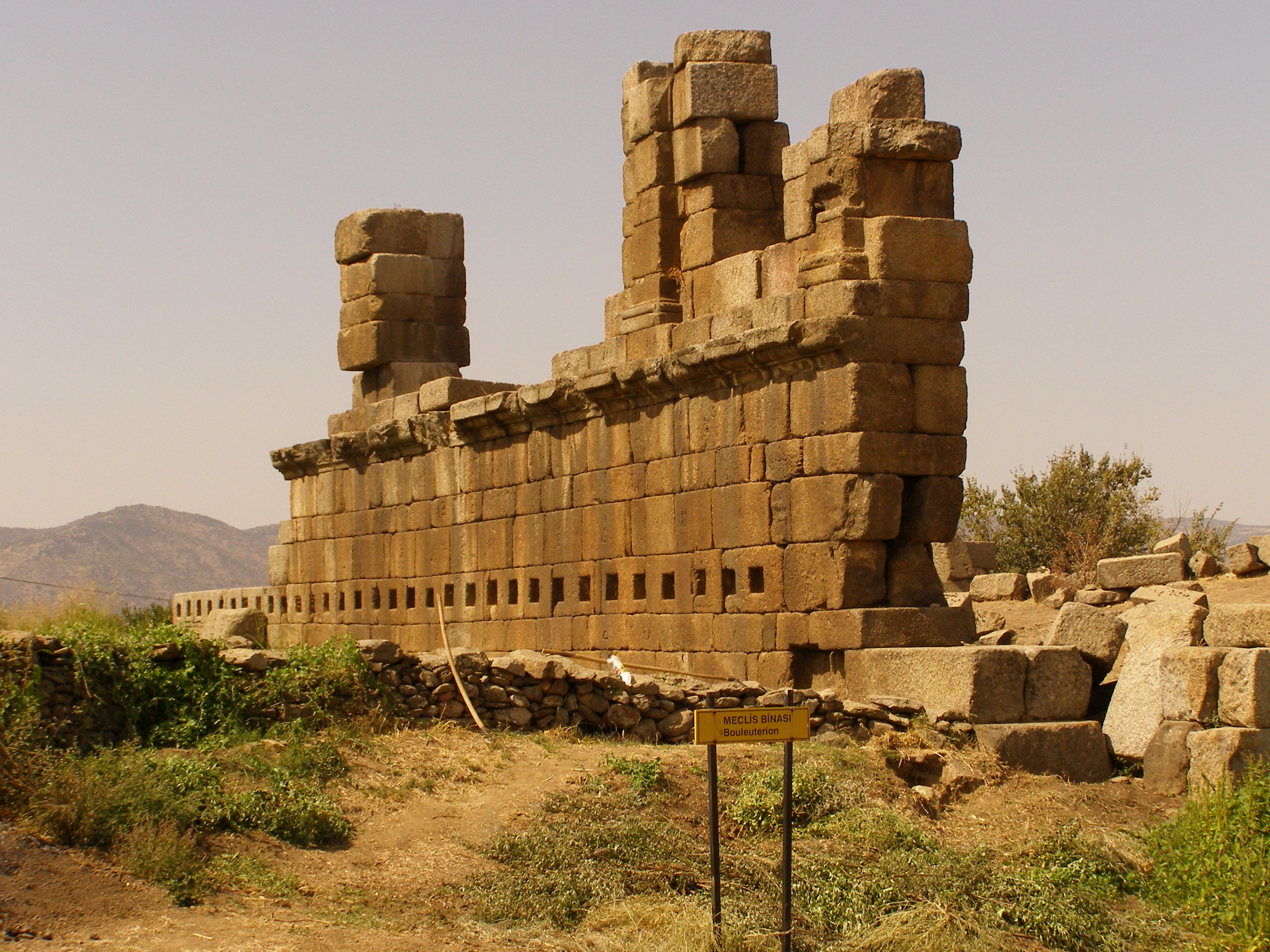
Alabanda
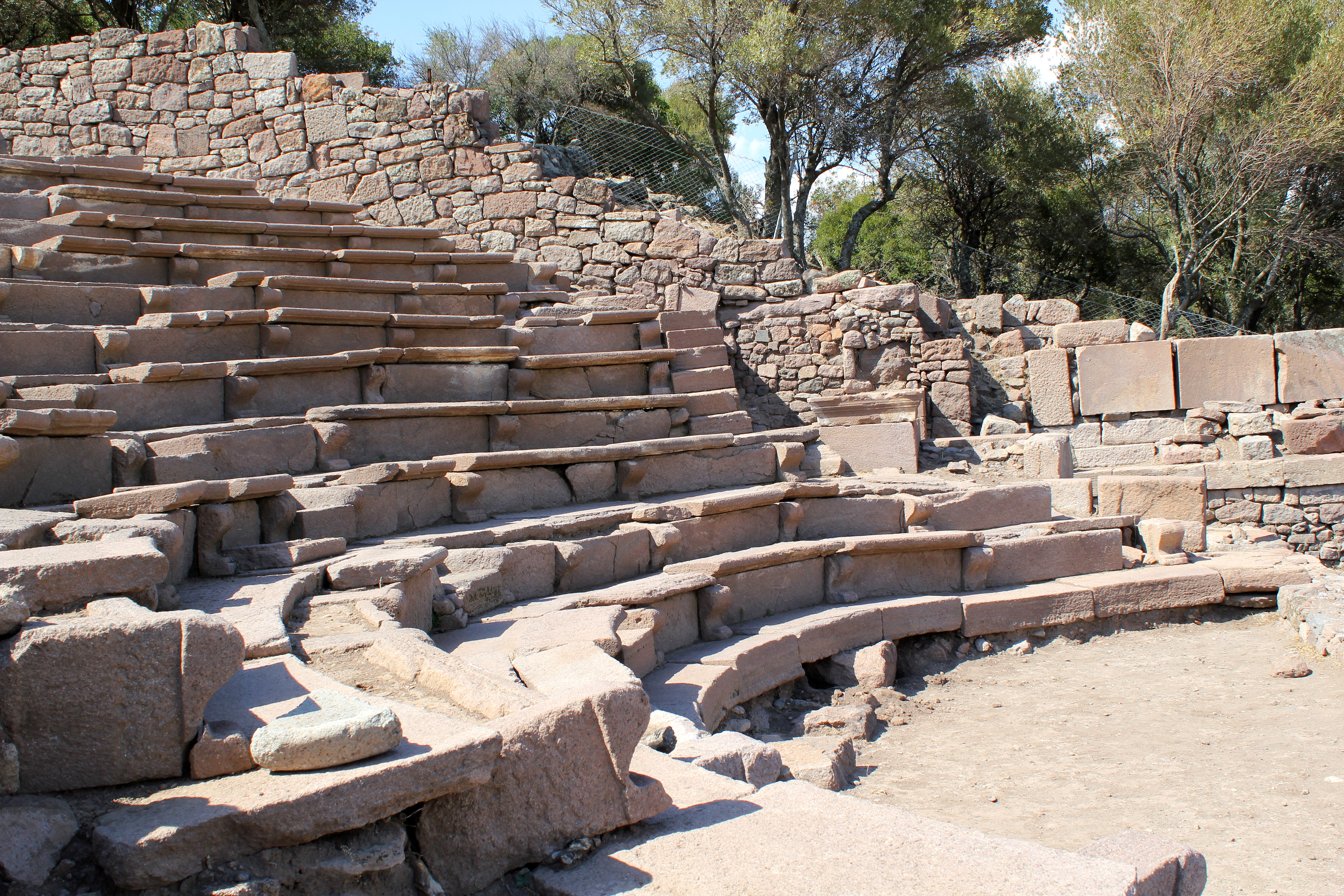
Egas
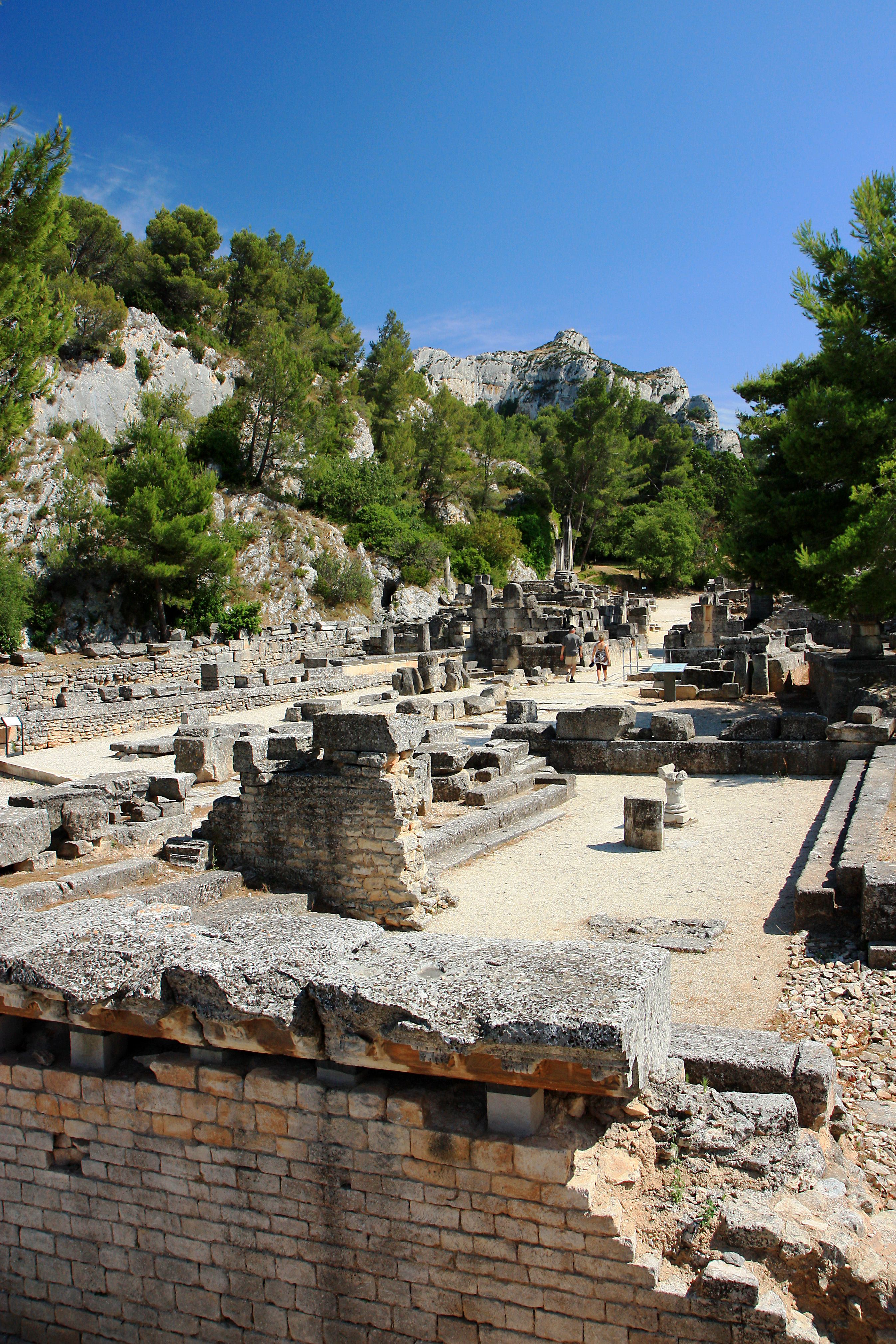
Glano
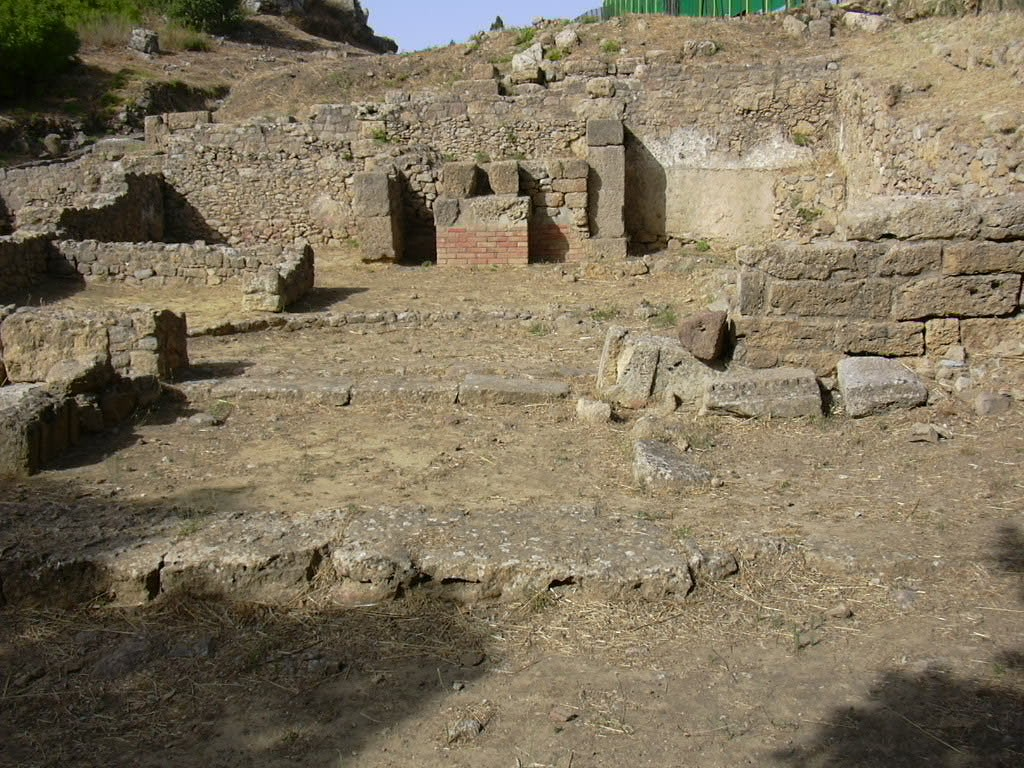
Murgância
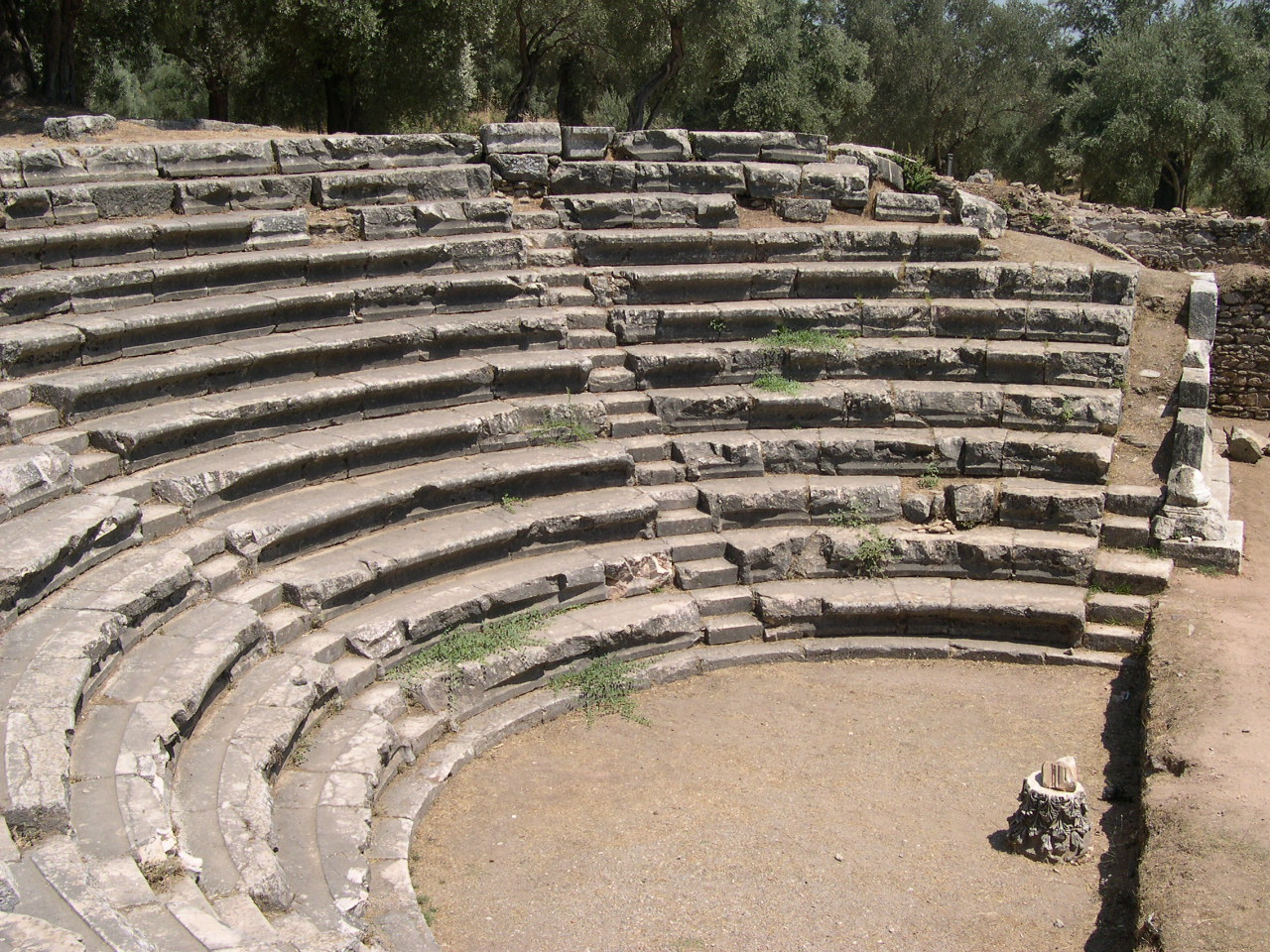
Nisa
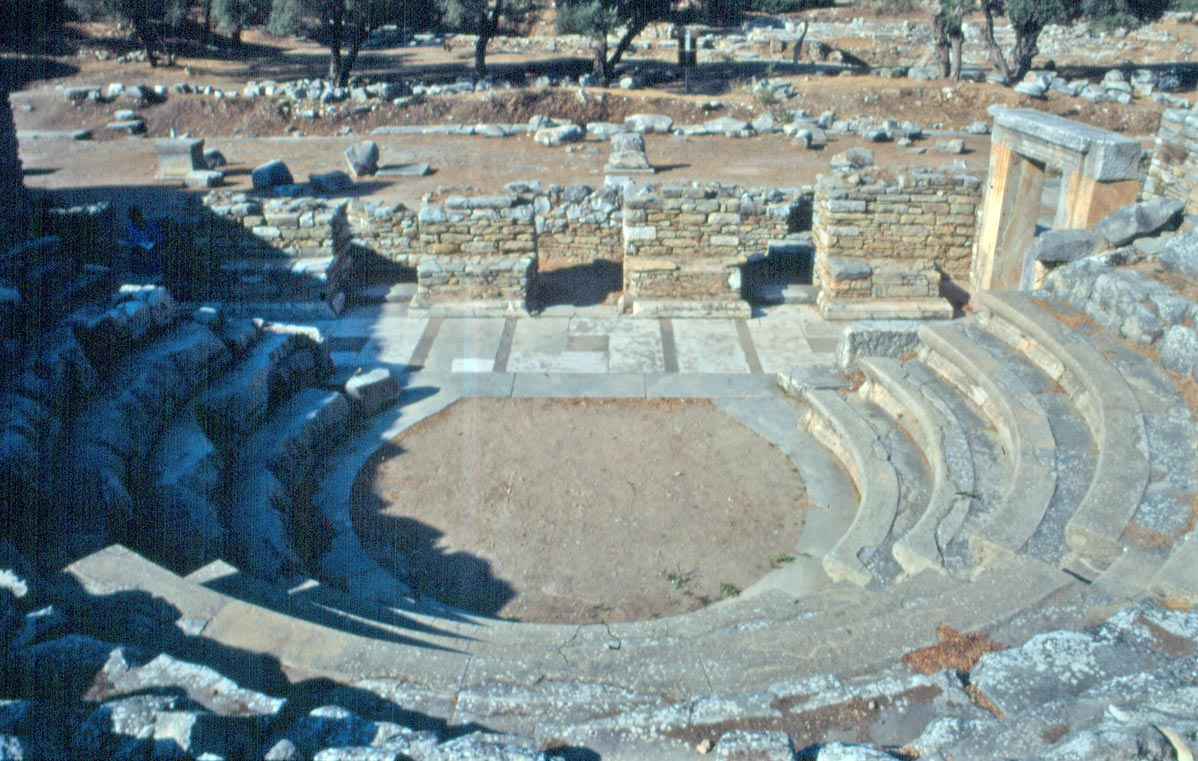
Yaso